# فریاپت
فریاپت (فریاپتوس یا فریاپتس؛ پارتی: 𐭐𐭓𐭉𐭐𐭕 فریاپَت) سومین شاه سلسله اشکانی است که از سال ۱۹۱ پ.م تا ۱۷۶ پ.م حکومت کرد. او جانشین پسر عموی پدر خود، ارشک دوم شد. مانند بسیاری از شاهان اشکانی، از وقایع سلطنت او اطلاعات دقیقی در دست نیست. سکه های مستقل وی نشان میدهد که او در طول سلطنتش توانست از نفوذ شاهان سلوکی خلاص شود و دولت اشکانی را دوباره مستقل کند. پس از او پسرش فرهاد یکم جانشینش میشود.

## ریشه و تبار
به گفته مهرداد کیا، تاریخ نگار، فریاپت به گمان زیاد فرزند شاه پیشین، ارشک دوم و نوه بنیان‌گذار دولت اشکانی یعنی ارشک یکم بود.(حک. ۲۱۷ – ۱۹۱ پ.م) این نظریه بعید است زیرا با توجه به استراکون تازه‌ یافت شده پارتی، فریاپت برادرزاده ارشک یکم نامیده شده است. تاریخ‌دانان بسیاری تلاش کرده‌اند شجره‌نامه نخستین شاهان اشکانی را بازسازی کنند، و در آثار عده‌ای از آنها، فریاپت به عنوان نوه تیرداد، و برادر ارشک معرفی شده است. با این حال، عده دیگری از تاریخ دانان بر اساس داده‌های سکه‌شناختی و با واکاوی منابع به این نتیجه رسیده‌اند که شخصیت تیرداد ساختگی است.

## سلطنت
با چشم پوشی از ریشه و تبار موشکافانه فریاپت، او در سال ۱۹۱ پ. م جانشین ارشک دوم شد. از دوران فرمانروایی او اطلاعات زیادی در دست نیست. سکه‌های ضرب‌شده در دوران او از  سبک سکه‌های ضرب‌شده در دوران دو پادشاه پیشین پیروی می‌کند. روی سکه، تصویر فریاپت بدون ریش و با سرپوش نمایش داده شده و پشت سکه تصویر یک کماندار، نشسته، با کمان نقش بسته است. با این حال، عناوین به کار رفته در کنار نام فریاپت روی این سکه‌ها، با دو پادشاه پیشین ناهمسانی دارد: عناوین یونانی باسیلئوس (به معنی پادشاه) (BAΣΙΛΕΩΣ) و مگالوس (به معنی بزرگ) (ΜΕΓΑΛΟΥ) برای نخستین بار در کنار نام فریاپت روی سکه‌های اشکانی مشاهده می‌شود و پس از آن به‌طور پیاپی بر سکه‌های اشکانی ضرب شده است.
به گمان بسیار، اشکانیان بعد از بازپس‌گیری سرزمین‌هایی که پیشتر در نبرد با پادشاه سلوکی، آنتیوخوس سوم، در ۲۱۰ پ. م، از دست داده بودند، اقدام به استفاده از این عناوین یونانی کردند. اشکانیان در پی شکست از آنتیوخوس، برای مدتی مجبور به پیروی از سلوکیان شدند. آنتیوخوس احتمالاً ارشک دوم را وادار کرد از حق خود برای ضرب آزادی سکه چشم‌پوشی کند. اما پس از مدتی، ناتوانی و آسیب‌پذیری امپراتوری سلوکی این زمان را به ارشک دوم، و پس از او به فریاپت داد تا آزادانه به نام خود سکه ضرب کنند. فریاپت مانند سایر شاهان اشکانی از عنوان ارشک، نام نخستین پادشاه و بنیانگذار اشکانیان، در ضرب سکه استفاده کرد. شاهان اشکانی از لقب ارشک برای زنده نگه داشتن یاد ارشک اول و بزرگداشت دستاوردهای او، خود را اشک نام می‌دادند. 
فریاپت پدر سه تن از شاهان اشکانی به نام‌های فرهاد اول (حک. ۱۷۶–۱۷۱ پ. م)، مهرداد اول (حک. ۱۷۱ – ۱۳۲ پ. م) و اردوان اول (حک. ۱۲۷ – ۱۲۴ پ. م) بود.